# 朱家鼎
朱家鼎（英語：Mike Chu Ka-Ting，1954年6月—2007年8月24日） ，香港广告业名人，亦是著名演员鍾楚紅的丈夫。

## 生平
朱家鼎十多歲起到美國留學，在舊金山讀大學期間，本修讀建築，後轉讀藝術及設計。1978年返回香港，加入當時香港最具創意的堂煌廣告任副創意主任，與陳幼堅、施養德等共事，開始廣告創作生涯。:339
1983年，創辦靈智廣告（Synergie）。
1986年，首奪廣告界重要獎項「金帆大獎」。
1988年，靈智廣告與跨國廣告公司The Ball Partnership（博文廣告）合併，The Ball Partnership支付的收購價為四千萬港元（當時為巨額數字），合併後公司英文名為「The Ball Partnership」，中文名為「靈智廣告」。1989年，此公司獲《廣告時代》雜誌評為全球最具創意廣告公司亞軍。
1992與1993年，連奪廣告界「金帆大獎」。
1990年代後期淡出廣告界。:349
有說朱家鼎曾獲廣告創作獎項逾二百個，尤其曾為鐵達時手錶創作出經典廣告口號「不在乎天長地久，只在乎曾經擁有」。
2007年8月24日，因大腸癌在養和醫院病逝。

## 家庭
朱家鼎父親朱旭華為電影製片人、永華片場廠長，兄長朱家欣在1990年代開設一家製作巨型廣告板的公司，是先濤數碼創辦人。
1984年，朱家鼎拍攝廣告時與影星鍾楚紅認識，後相戀並結婚。

## 評價
陳幼堅：「Mike對美的追求，對生活的概念，是香港土生土長的創作人沒有的，這絲陽光，這個樹影，香港人不是這樣看世界，我們只懂去看硬繃繃的一面，他能看到subtle的美，很sophisticated。」:343

## 知名廣告作品
- 易通財「大俠」[9]（鄭少秋以楚留香形象演出）[10]
- 鱷魚恤「Lazy Summer」[1]:343,345
- 東芝「兄弟」系列[1]:341,348（由車保羅及施介强一瘦一肥組合演出[11]）
- 鐵達時「天長地久」系列[1]:345-348[4]
- Puma「Fly First Class」、「紅場篇」等[1]:341,345[4]